# Psilocymbium
Psilocymbium Millidge, 1991 è un genere di ragni appartenente alla famiglia Linyphiidae.

## Distribuzione
Le sette specie oggi note di questo genere sono state reperite in Argentina, Brasile, Colombia e Perù.

## Tassonomia
A giugno 2012, si compone di sette specie:
- Psilocymbium acanthodes Miller, 2007 — Argentina
- Psilocymbium antonina Rodrigues & Ott, 2010 — Brasile
- Psilocymbium defloccatum (Keyserling, 1886)[3] — Perù
- Psilocymbium incertum Millidge, 1991 — Colombia
- Psilocymbium lineatum (Millidge, 1991) — Brasile
- Psilocymbium pilifrons Millidge, 1991 — Colombia
- Psilocymbium tuberosum Millidge, 1991[4] — Brasile